# Шишкин, Игорь Сергеевич
Игорь Сергеевич Шишкин (род. 9 февраля 1959 года, Зарайск) — российский историк и политолог.

## Биография
Игорь Сергеевич Шишкин родился 9 февраля 1959 года в Зарайске.
В 1980 году окончил Московский государственный институт культуры (МГИК), затем проходил срочную службу в Вооружённых силах СССР.
В 1985 году в МГИК окончил аспирантуру. Кандидат педагогических наук.
После защиты диссертации начал заниматься преподавательской деятельностью.
В 1999—2008 годах занимал должность заведующего кафедрой отраслевых информационно-поисковых систем Московского государственного университета культуры и искусств (МГУКИ).
В 2008—2013 годах профессор кафедры политологии Российского государственного торгово-экономического университета (РГТЭУ).
С 1993 года ведёт аналитические передачи, посвященные проблемам постсоветского пространства и процессам, происходящим в относящихся к нему странах, на «Радио-1», «Говорит Москва», «Резонанс», «Мир», «День ТВ», «Народное радио» и др. В 2002—2008 годах был главным редактором «Народного радио».
В 2008—2019 годах занимал должность заместителя директора Института стран СНГ по информационной работе. По состоянию на 2021 год руководил в институте рабочей группой по противодействию искажению истории.
Автор множества публикаций по международным отношениям в период Второй мировой войны и современной политической ситуации на постсоветском пространстве.
Автор книги «Безупречный пакт. Кто разрушил Британскую империю?» (ISBN 978-5-9904-4965-7).

## Цитаты
Шишкин часто выступает экспертом в политическом ток-шоу «Своя правда» (ведущий Роман Бабаян) на телеканале «НТВ».
После начала Российского вторжения на Украину получила известность его речь, произнесённая в эфире российского ТВ:
Если Франция поставляет оружие, которое убивает русских людей, то на улицах Франции должна литься кровь. Если Германия поставляет танки, которые убивают русских солдат – на улицах Германии должна литься кровь. Они воюют сейчас чужими руками против нас…